# St. Nikolaus (Waldenrath)
Koordinaten: 51° 0′ 51″ N, 6° 4′ 23″ O
Die Kirche St. Nikolaus befindet sich im Ortsteil Waldenrath der Stadt Heinsberg in Nordrhein-Westfalen. Der Hochaltar steht als Baudenkmal unter Denkmalschutz.

## Lage
Die Kirche steht an der Kirchstraße, in der Ortsmitte. Das Pfarrhaus liegt der Kirche gegenüber.

## Geschichte
1545 erhielt die Kirche unbekannten Alters einen Turm. 1736 wurde sie durch einen Blitzschlag so stark getroffen, dass die Glocken im Turm schmolzen. 1786 brach man die Kirche bis auf den Turm ab und baute eine sogenannte Scheunenkirche. Obwohl die Kirche vergrößert wurde, reichte der Platz nicht aus. So wurde 1899/1900 ein Neubau nach den Bauplänen von Lambert von Fisenne aus Gelsenkirchen errichtet. Am 22. August 1900 war die feierliche Weihe. Am 28. Oktober 1944 wurde der Turm bei einem Bombenangriff vollständig zerstört und die Kirche stark beschädigt. Die Schäden an der Kirche waren bis Mitte 1949 behoben. Die Aufbauarbeiten erfolgten unter der Leitung von Wilhelm Andermahr aus Wassenberg. 1983 wurde der Altarraum nach Plänen vom Jakob Cüppers aus Waldenrath umgebaut. Die Altarweihe erfolgte am 1. Mai 1983.
Mit anderen Pfarrgemeinden bildet St. Nikolaus heute die Gemeinschaft der Gemeinden (GdG) Heinsberg-Waldfeucht im Bistum Aachen.

## Architektur
Die Kirche ist ein dreischiffiger Backsteinbau mit vier Jochen, einem Chorjoch und einem dreiseitig geschlossenen Chor. Die Kreuzrippengewölbe sind spitzbogig. Die Kirche ist nach Nordwesten ausgerichtet. Der Kirchturm wird von einem Pyramidendach bedeckt, auf dem das Turmkreuz mit dem Wetterhahn seinen Platz hat.

## Ausstattung
- Die Orgel mit 10 Registern, und einer pneumatischen Traktur aus dem Jahre 1955, wurde von Karl Bach aus Aachen gebaut.
- Im Kirchturm befinden sich vier Glocken aus den Jahren 1844 und 1990.[2]
- Am Kirchturm ist eine Turmuhr eingebaut.
- Die Kirche besitzt eine Buntverglasung.[3]
- Figur der Hl. Katharina, um 1500–1520 aus dem Umkreis von Jan van Steffeswert in Maastricht, maasländisch, Eiche, vollrund, Höhe 135 cm, Breite 39 cm, Tiefe 33 cm.[4]
- Ein Altar aus Anröchter Dolomit aus 1983, ein Taufbecken, ein Beichtstuhl und verschiedene Heiligenfiguren.

## Galerie

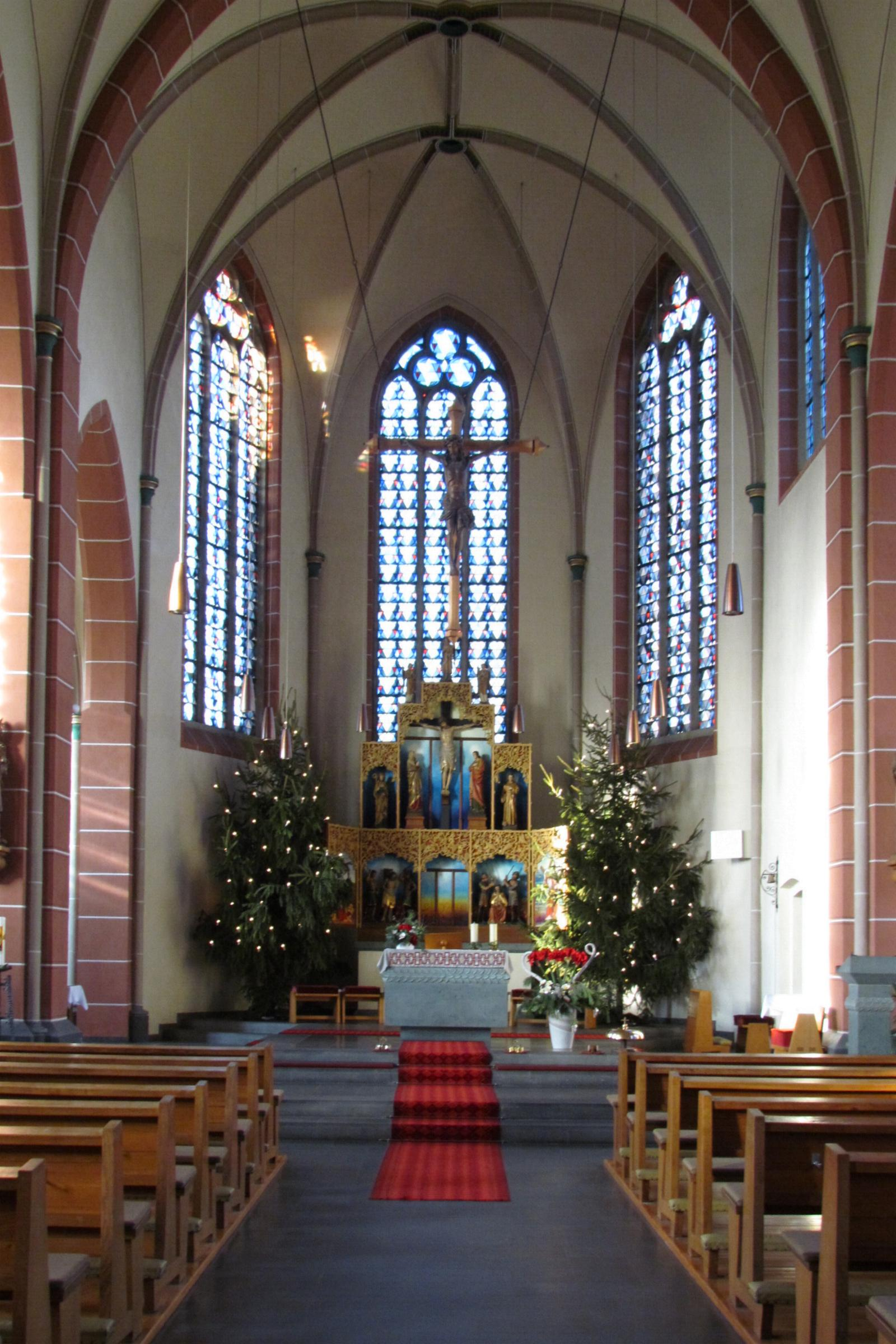
Altarraum
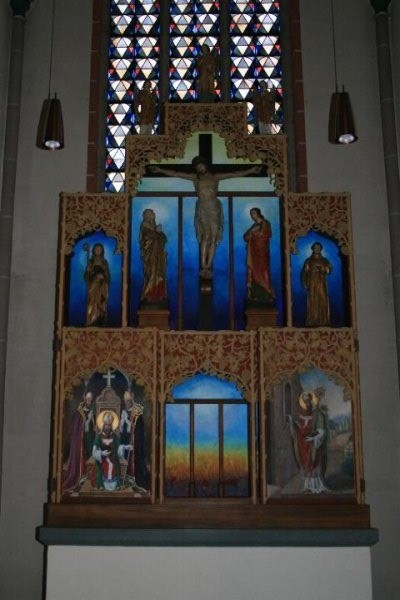
Denkmalgeschützter Hochaltar
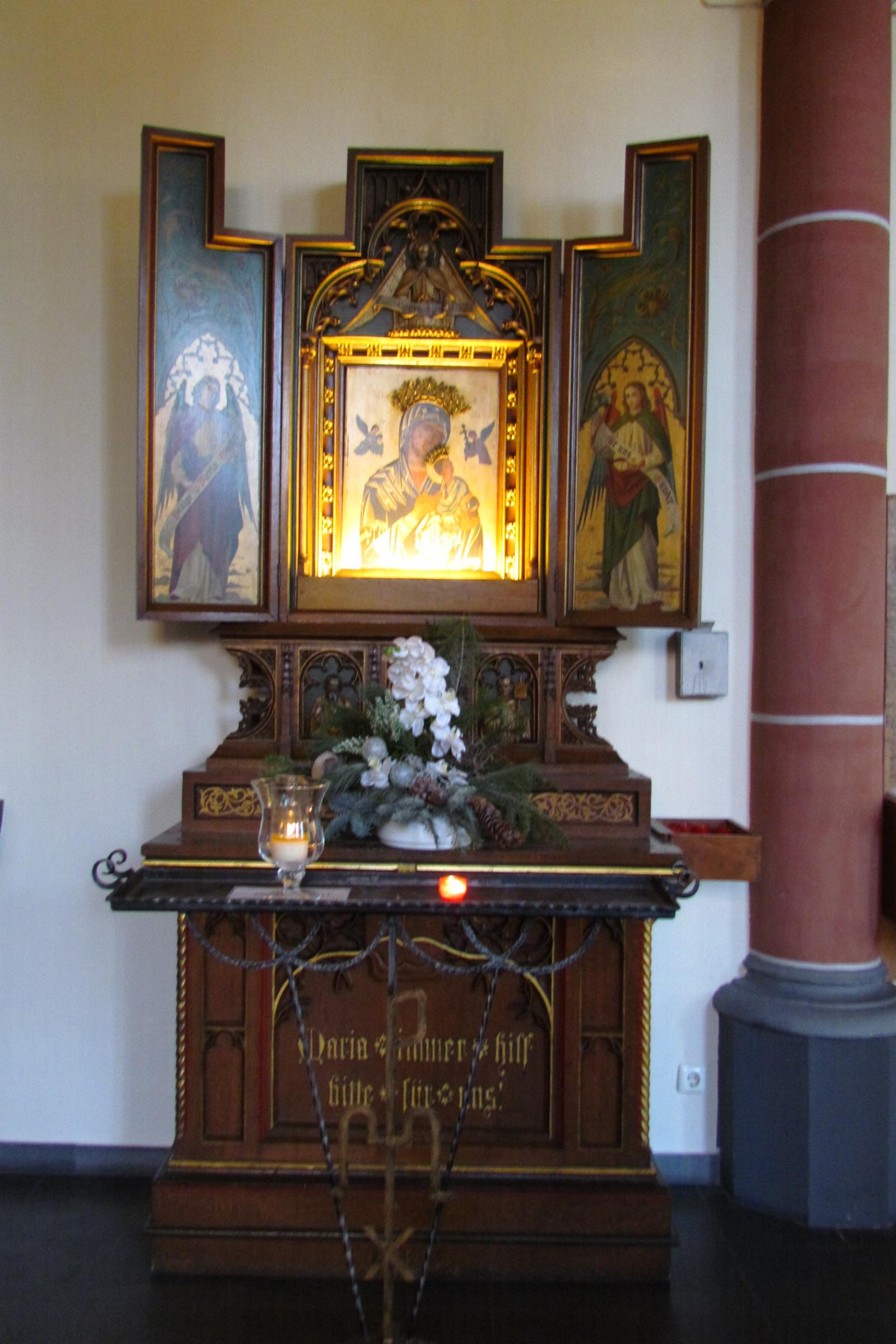
Marienaltar
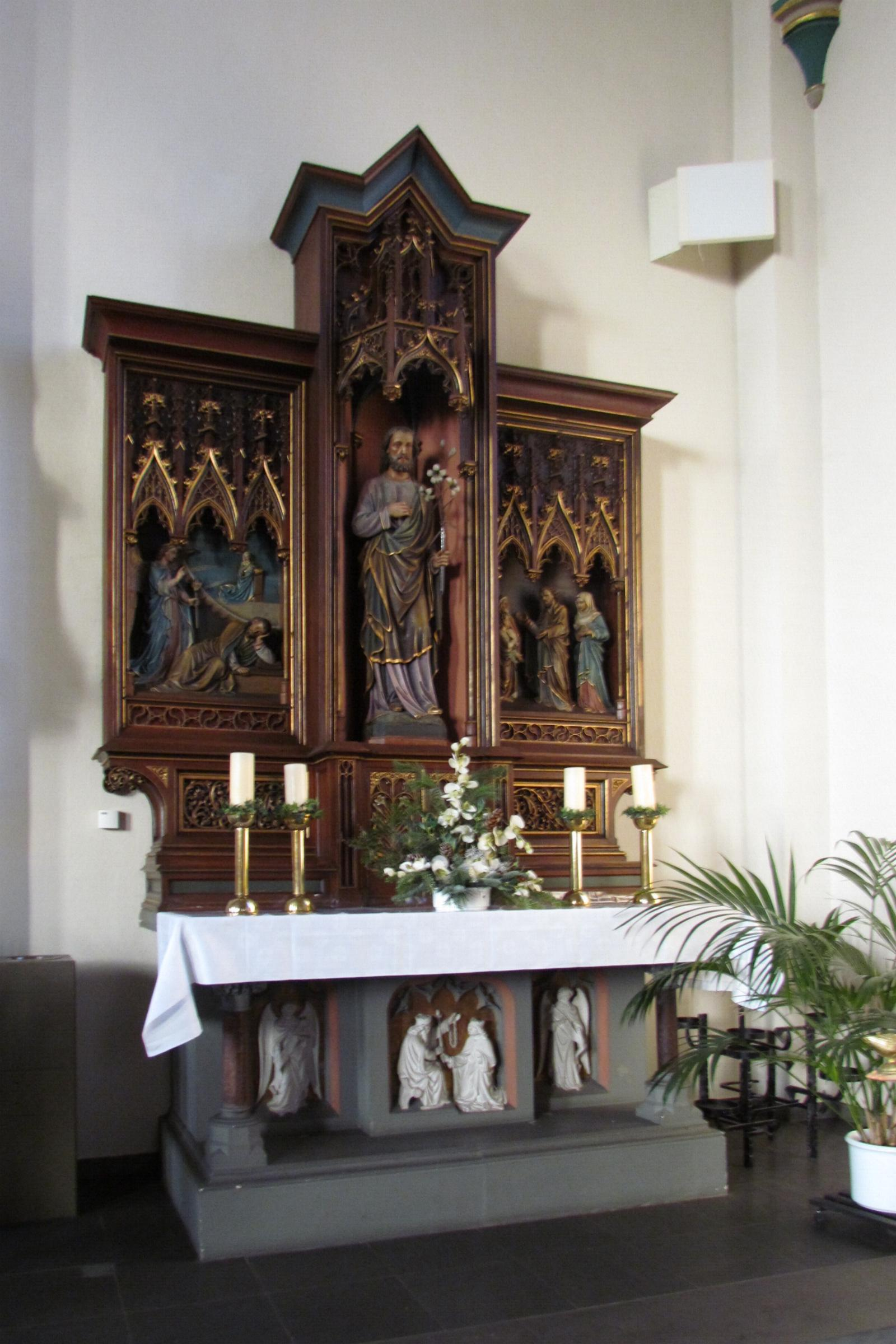
Schnitzaltar
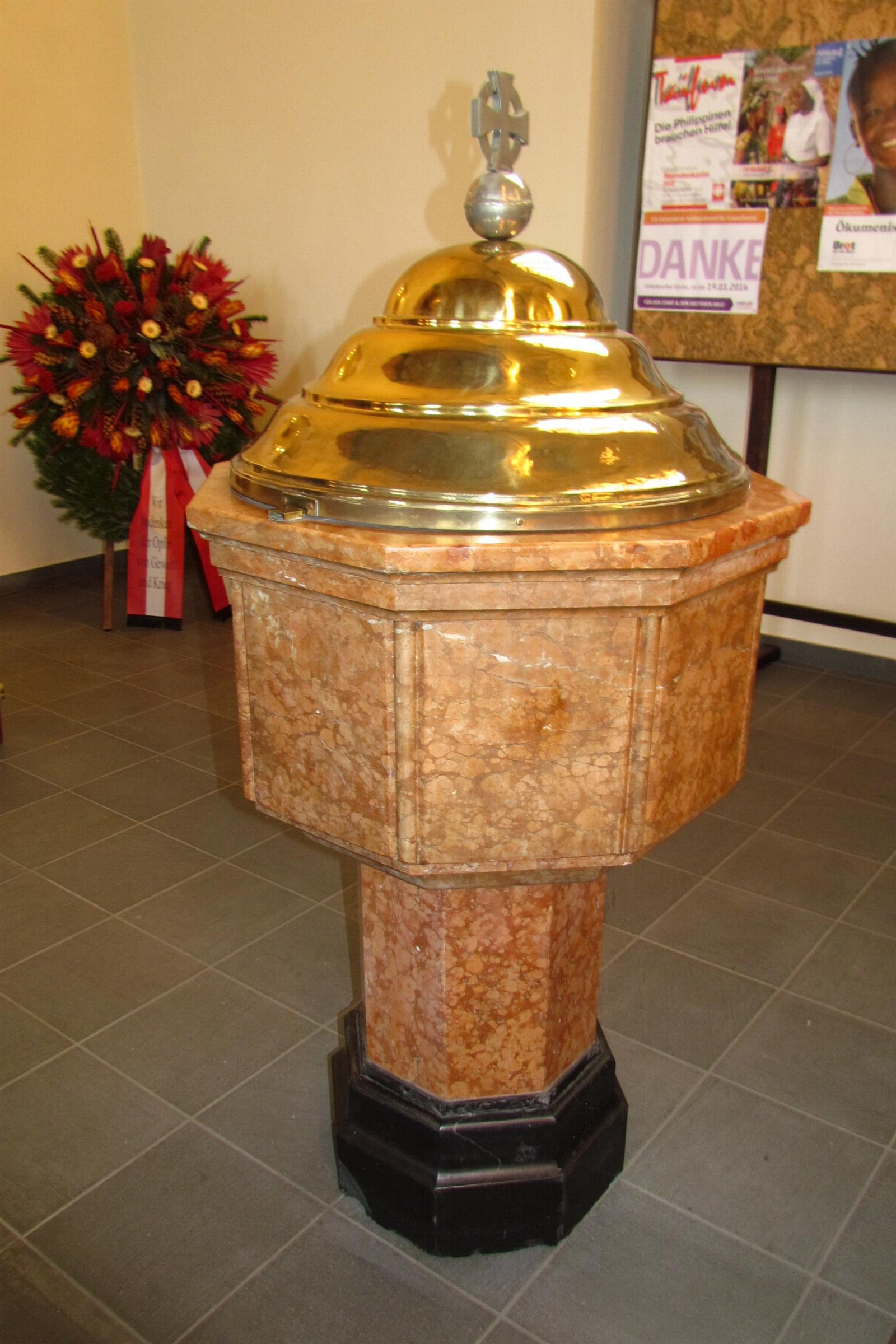
Taufbecken
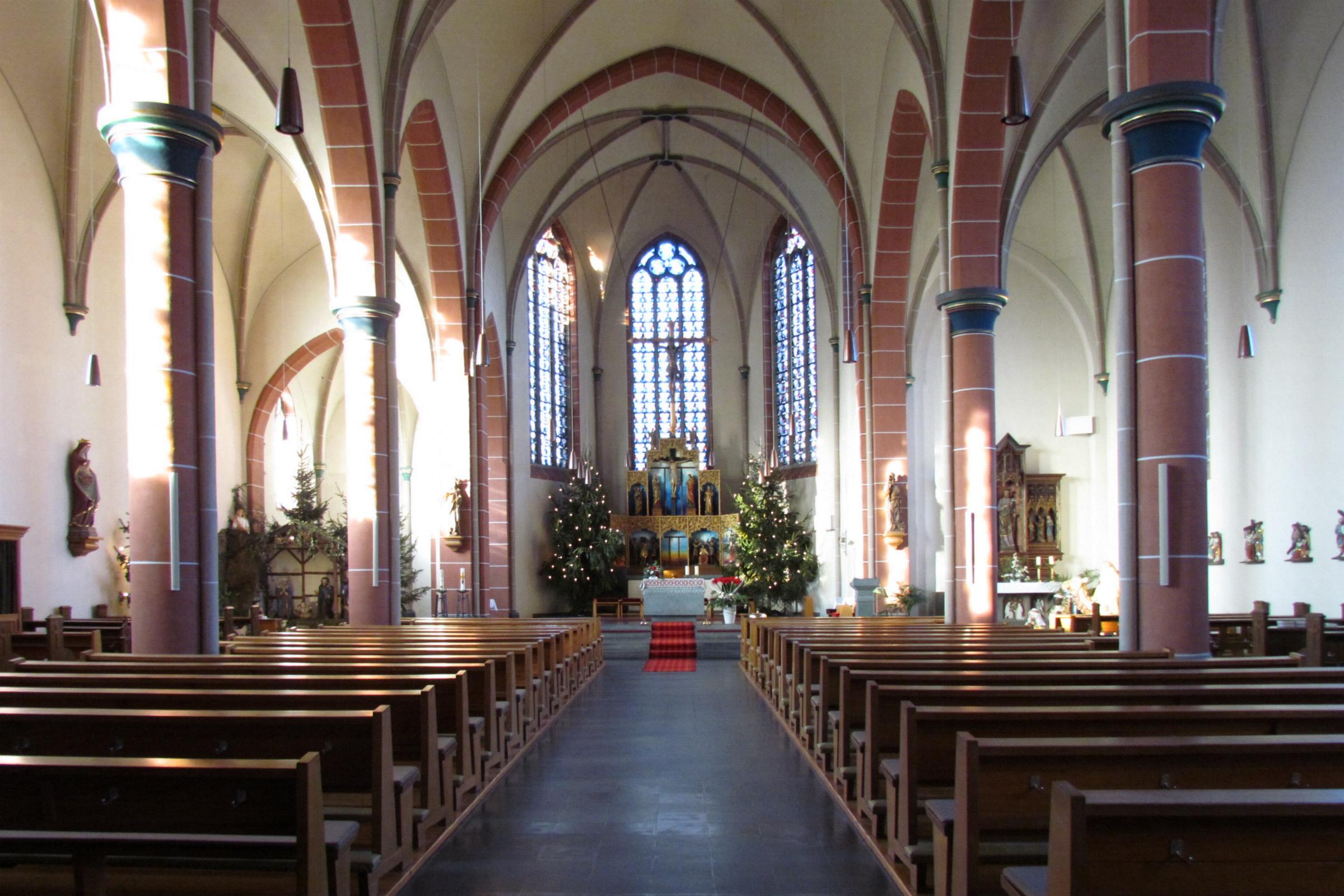
Innenansicht
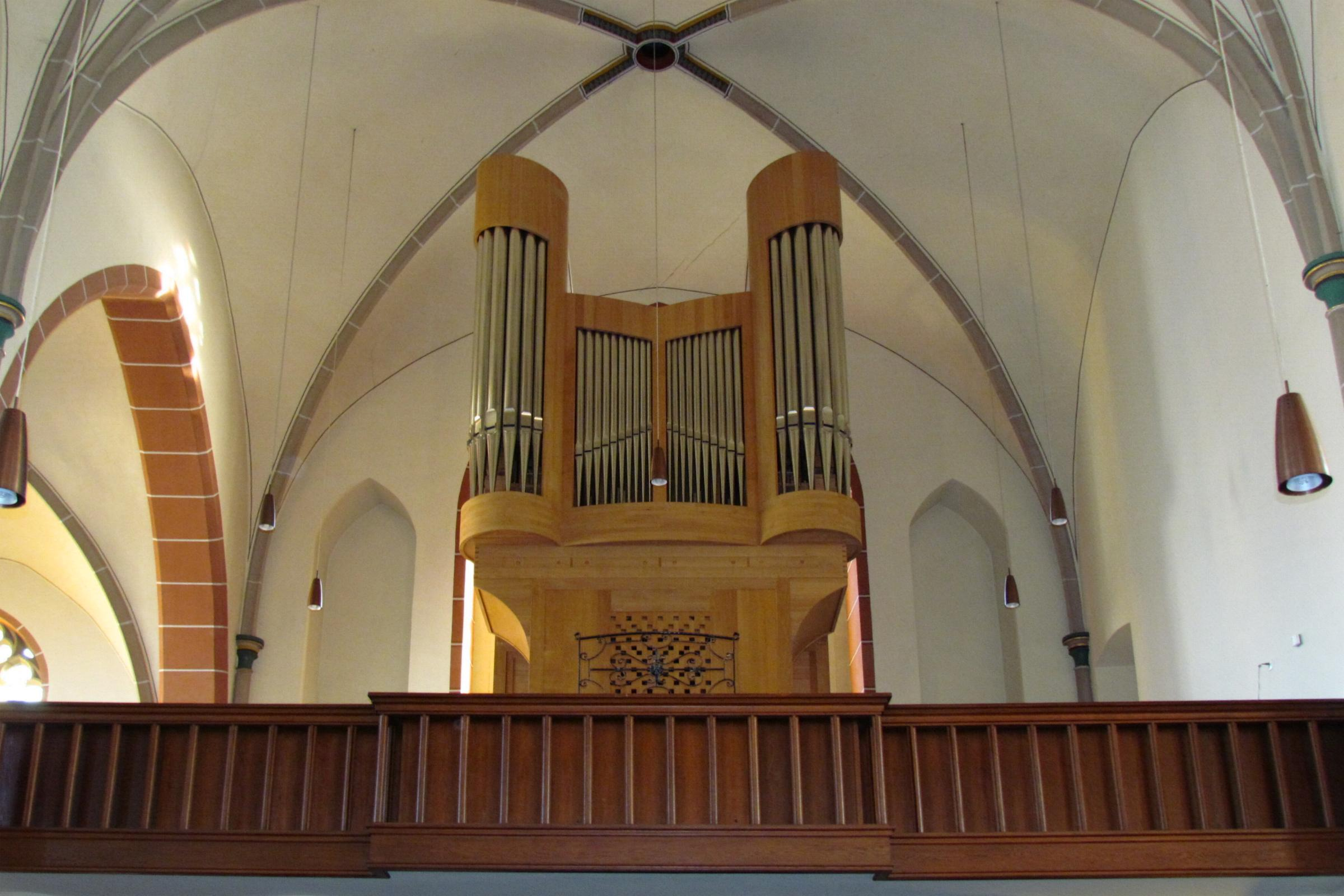
Orgel
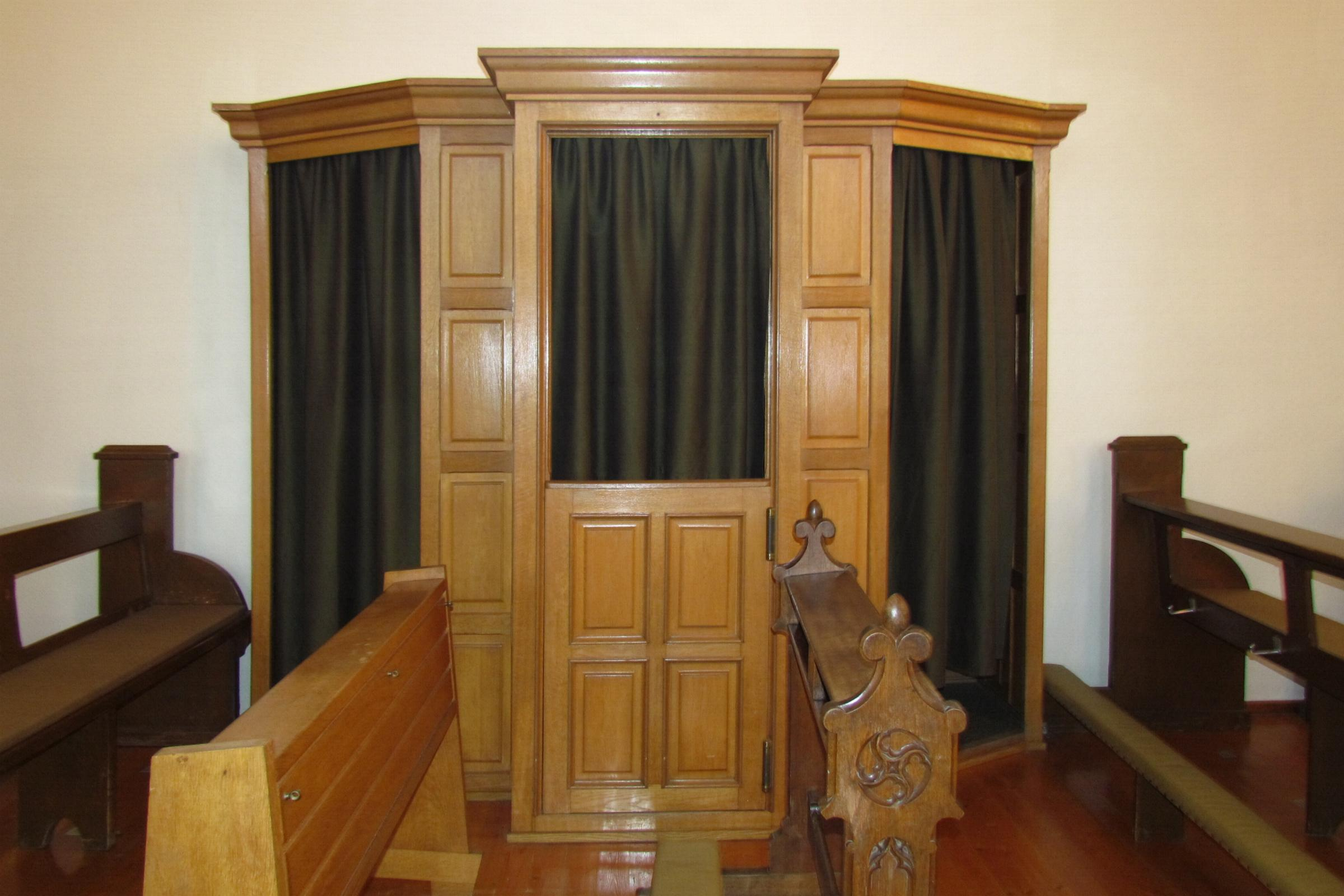
Beichtstuhl
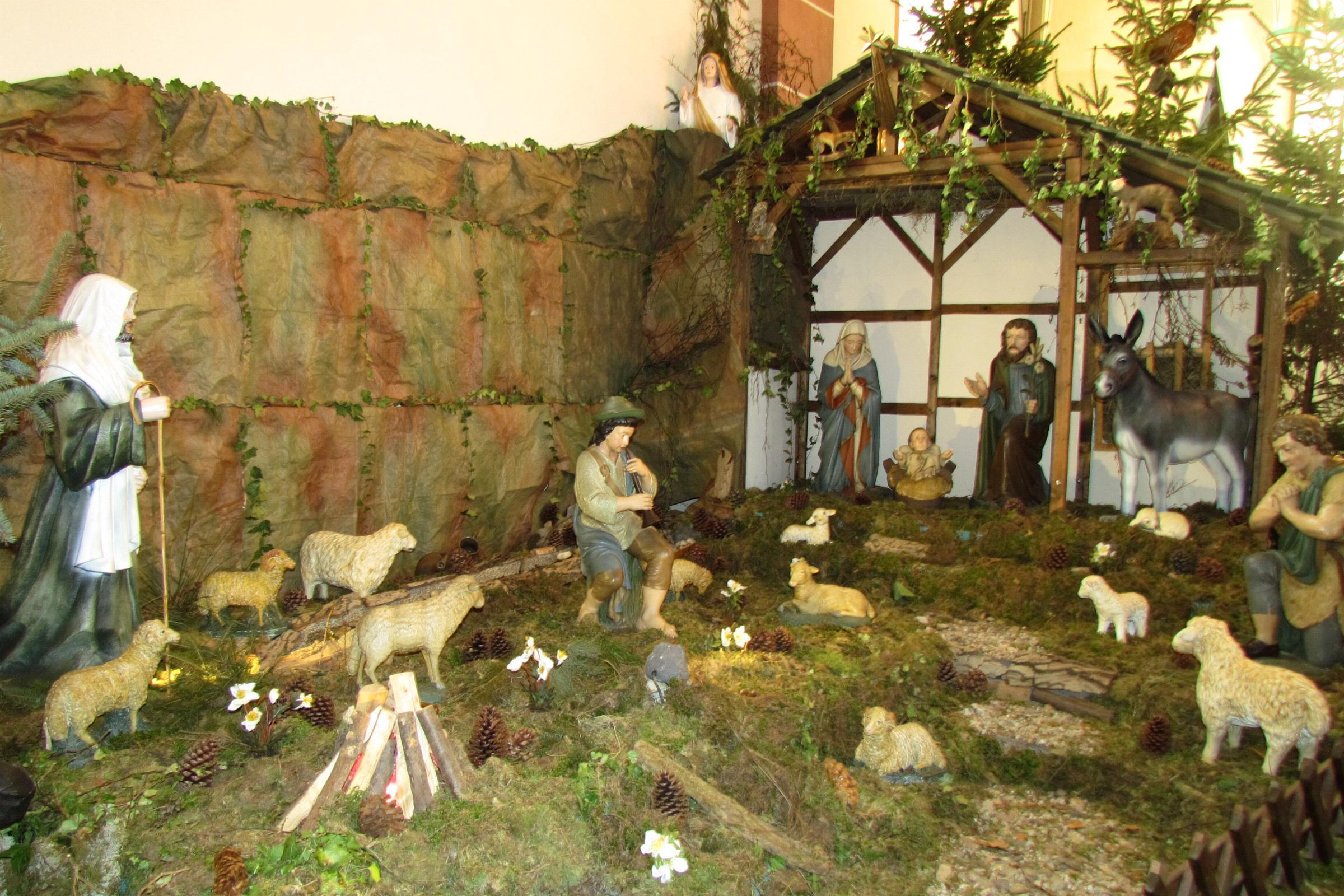
Krippe

## Presseberichte
- Waldenrather Orgel Meisterwerk der Handwerkskunst (AZ vom 13. Juni 2003)
- Schon 1815 hatte Waldenrath eine Orgel (AZ vom 9. Juni 2003)